# Wola Lipecka
Wola Lipecka – osada w Polsce położona w województwie warmińsko-mazurskim, w powiecie lidzbarskim, w gminie Orneta.
W latach 1975–1998 miejscowość administracyjnie należała do województwa elbląskiego.  Osada znajduje się w historycznym regionie Warmia.